# Слухайте, на тій стороні
Слухайте, на тій стороні (рос. «Слушайте на той стороне», монг. «Дайсны цэргүүдээ сонсоцгоо!») — радянсько-монгольський воєнний фільм Бориса Єрмолаєва та Бадрахина Сумху, присвячений допомозі СРСР у війні Монголії проти японської Маньчжурії у кінці 1930-их років.

## Сюжет фільму
У фільмі відображаються події 1939 року на річці Халхин-Гол, коли японські війська із Маньчжурії напали на Монголію, а радянські війська стали на допомогу сусідній державі. Японські війська зайняли значну територію Монголію, а радянські сили ще надійшли у повній мірі. Тому було вирішено створити спеціальний загін під керівництвом Бурова, який завдяки двом потужнім репродукторам здійснював відволікання противника шляхом дезорієнтації звуком танків, автомобільних колон чи авіації. Вони їздили уздовж усього фронту та переконували ворога про те, що радянські війська вже тут і займаються передислокацією. У більшості випадків це призводило до обстрілів, через що деяких членів загону було поранено, а дехто і взагалі загине. Окрім того загін займався і звуковою пропагандою, розповсюдженням листівок.

## В ролях
| Актор                | Роль               |
| -------------------- | ------------------ |
| Всеволод Сафонов     | командир Буров     |
| Ельза Леждей         | капітан Осипенко   |
| Віктор Павлов        | водій Зайцев       |
| Геннадій Юхтін       | водій Глушков      |
| Світлана Старікова   | Озерцова           |
| Лев Вайнштейн        | Воробушек          |
| Леонід Кулагін       | Абозов             |
| Нурмухан Жантурін    | генерал Камацубара |
| Сергій Курилов       | комкор             |
| Володимир Уан-Зо-Лі  | Сатомі             |
| Михайло Ульянов      | маршал Жуков       |
| Чолбансангійн Нергуй | маршал Чойбалсан   |

## Знімальна група
- Режисери: Борис Єрмолаєв, Бадрахин Сумху
- Сценаристи: Олександр Басаргін, Борис Єрмолаєв, Бадрахин Сумху
- Оператор: Микола Олоновський
- Композитор: В'ячеслав Овчинников